# SS Lazio
Società Sportiva Lazio (afgekort SS Lazio) beter bekend als kortweg Lazio, is een Italiaanse voetbalclub, opgericht op 9 januari 1900. De club speelt zijn thuiswedstrijden in het Olympisch Stadion van Rome.

## Geschiedenis

### Oprichting en beginperiode
Op 9 januari 1900, op een bankje voor de Piazza della Liberta aan de Tiber, besloten de negen vrienden Luigi Bigiarelli, Giacomo Bigiarelli, Odoacre Aloisi, Arturo Balestrieri, Alceste Grifoni, Giulio Lefevre, Galileo Massa, Alberto Mesones en Enrico Venier de sportclub Società Podistica Lazio op te richten. Aangezien er al een gymnastiekvereniging bestond met de naam Roma, kozen ze als naam voor hun club voor het gebied waar Rome in ligt: Lazio. Als kleuren kozen de oprichters de blauw–witte combinatie uit de Griekse nationale vlag. In eerste instantie hield de groep zich enkel bezig met marathons.
Pas twee jaar na oprichting ontmoetten de jongens Bruto Seghettini, een speler van Racing Club de France, die de jongens het voetbalspel leerde. Al snel verspreidde de jeugd het voetbalspel door heel Rome, en Lazio was de eerste en enige voetbalclub in de Italiaanse hoofdstad. In de (in eerste instantie) enkel vriendschappelijke wedstrijden was Lazio schier onverslaanbaar. In 1907 boekte de club haar eerste succes toen Lazio werd uitgenodigd op het hoogaangeschreven toernooi in Pisa, waar naast organisator Pisa ook de teams Livorno en Lucca meededen. Alle drie de wedstrijden die dag (!) werden door Lazio gewonnen: Lazio-Lucca 3-0, Lazio-Pisa 4-0 en Lazio-Livorno 1-0. Hiermee behaalde Lazio de eerste prijs.

### De eerste successen
In de jaren ’30 groeiden de Biancocelesti uit tot een nationale topper. De grote speler die periode was spits Silvio Piola, een van de beste spitsen uit Italië ooit. Hij scoorde in zijn periode bij Lazio 143 maal, een record dat nog lang stand zou houden. In 1931 werd de Braziliaan Amílcar Barbuy speler-trainer bij de club. In zijn kielzog volgden ook andere Brazilianen zoals Matturio Fabbi, Armando Del Debbio en Rato, wat Lazio de bijnaam Brasilazio opleverde.
In 1937 eindigde de club, achter Bologna, als tweede, waardoor Lazio op een haar zijn eerste prijs miste. Pas in 1958 was het eindelijk zover: door Fiorentina in de finale om de Coppa Italia te verslaan, haalde Lazio onder coach Bernardini en aanvoerder Lovati haar eerste prijs in de geschiedenis binnen. In diezelfde periode eindigde Lazio steevast in de subtop, waaronder meerdere malen op de derde plaats.
In 1961 degradeerde Lazio echter naar de Serie B, om twee jaar later weer te promoveren. In 1967 degradeerde de club opnieuw, ditmaal door een nederlaag tegen Juventus FC op de laatste speeldag. De aanhang van Lazio moest lang wachten op het volgende succes, want na de degradatie was de club pas vanaf 1972 weer actief in de Serie A. In 1974, twee jaar na de promotie, won Lazio haar eerste landstitel, nadat het een jaar eerder ook al dichtbij was. Belangrijke spelers uit dit team waren spits Chinaglia, middenvelder Nanni en voorstopper Wilson. Deze spelers, in combinatie met trainer/coach Maestrelli, zorgden voor het eerste échte grote succes van de club. Na grote rivaal AS Roma (in 1942) heeft ook Lazio dan eindelijk de scudetto te pakken.

### Schandalen en degradaties
Na dit hoogtepunt volgden voor Lazio de zwarte jaren. Zo overleed succescoach Maestrelli na een lang ziekbed, en werden de biancocelesti Wilson, Giordano, Manfredonia en Cacciatori gearresteerd in verband met een groot omkoopschandaal. De club werd, net als AC Milan, in 1980 teruggezet naar de Serie B. Ook daar onderging Lazio zware tijden. Zo werd maar net degradatie naar de Serie C ontlopen. In 1982 promoveerde Lazio weer naar de Serie A, maar bleef vechten tegen degradatie. De club won in de twee jaar dat het weer uitkwam op het hoogste niveau zelfs geen enkele wedstrijd buiten het eigen Stadio Olimpico. Na de laatste plaats in 1985 degradeerde de club wederom naar de Serie B.
In 1986 was er opnieuw een omkoopschandaal, ditmaal met Vinazzani in de hoofdrol, en Lazio werd teruggezet naar de Serie C. Dit werd echter teruggedraaid en de club begon het seizoen 1986/87 met negen strafpunten. Lazio wist zich terug te vechten en ontliep dat jaar na een beslissingswedstrijd de haast onvermijdelijke degradatie naar de Serie C. Het jaar daarop, in 1988, promoveerde de club zelfs weer naar de Serie A, waar het zich de eerste twee seizoenen verrassend gemakkelijk staande hield. Paolo Di Canio en Rubén Sosa vormden die periode een sterke voorhoede.

### De komst van Cragnotti
In 1992 kwam de zakenman Sergio Cragnotti aan het bewind. Door het aankopen van grote namen wilde hij Lazio zo snel mogelijk aan de absolute top van het Italiaanse én internationale voetbal brengen. Spelers als Winter, Fuser, Cravero, Favalli en Gascoigne kwamen die periode naar Rome. Later volgden Bokšić, Casiraghi en Marchegiani, waarna de club de top van Italië bestormde. Onder leiding van trainer/coach Zdeněk Zeman eindigde Lazio derde in 1994, tweede in 1995, en opnieuw derde in 1996. Giuseppe Signori had hier met zijn vele doelpunten een groot aandeel in. Tijdens seizoen 1996/97 werd Zeman ontslagen en opgevolgd door technisch directeur Dino Zoff en onder zijn leiding eindigde Lazio op de vierde plaats. Na dat seizoen zou de club worden geleid door Sven-Göran Eriksson.
Nieuwe grote namen moesten er voor gaan zorgen dat de club haar tweede scudetto zou behalen. Spelers als Verón, Vieri, Salas, Mihajlović, Couto, Mancini, Nedved en Almeyda werden aangetrokken en ook de uit eigen jeugd afkomstige Alessandro Nesta speelde een belangrijke rol. Meteen in zijn eerste seizoen streed trainer/coach Eriksson tot het einde voor de scudetto, maar deze ging naar Juventus. Wel wist Lazio dat jaar de Coppa Italia te winnen. Het jaar daarop won de club zowel de Italiaanse Super Cup als de laatste Europacup II, waardoor Lazio seizoen 1999/2000 mocht openen met de wedstrijd om de Europese Super Cup. Manchester United FC werd hierin verslagen, waardoor de club haar jubileumjaar goed begon. Aan het eind van dat seizoen bleek dit het meest succesvolle in de geschiedenis van Lazio: de club won namelijk zowel de landstitel als de Coppa Italia — de dubbel was gepakt.

### 2000 - 2006
Na het uiterst succesvolle jaar 2000 ging het bergafwaarts met Lazio. Grote aankopen als Crespo, Mendieta, Claudio López, Stam, Stanković, Fiore en Poborský wisten geen vervolg aan het succes te geven. Lazio bleef meespelen om de prijzen, maar het bleef bij die ene scudetto, die in 2001 ook nog eens naar aartsrivaal AS Roma ging. Het zuivelbedrijf van president Cragnotti ging gebukt onder grote schulden en de club werd hierin meegetrokken. De hoge salarissen die aan de toppers dienden te worden betaald, konden niet meer worden opgebracht, waardoor Lazio haar meeste topspelers van de hand moest doen. Op 2 juli 2005 werd bekendgemaakt dat het aflopende contract van trainer Giuseppe Papadopulo niet werd verlengd, wegens tegenvallende resultaten. Nadat Paul Le Guen had aangegeven niet te willen, werd acht dagen later Delio Rossi aangesteld als nieuwe trainer. Het is zeer de vraag of Lazio in de nabije toekomst nog mee zal strijden om de scudetto.
Midden 2006 werd de ploeg veroordeeld voor zijn aandeel in het corruptieschandaal in het Italiaans voetbal. De ploeg werd in eerste instantie gedegradeerd naar de Serie B, met zeven strafpunten. In hoger beroep was Lazio gelukkiger en mocht de club – met strafpunten – in de Serie A uitkomen.

### Extreemrechts

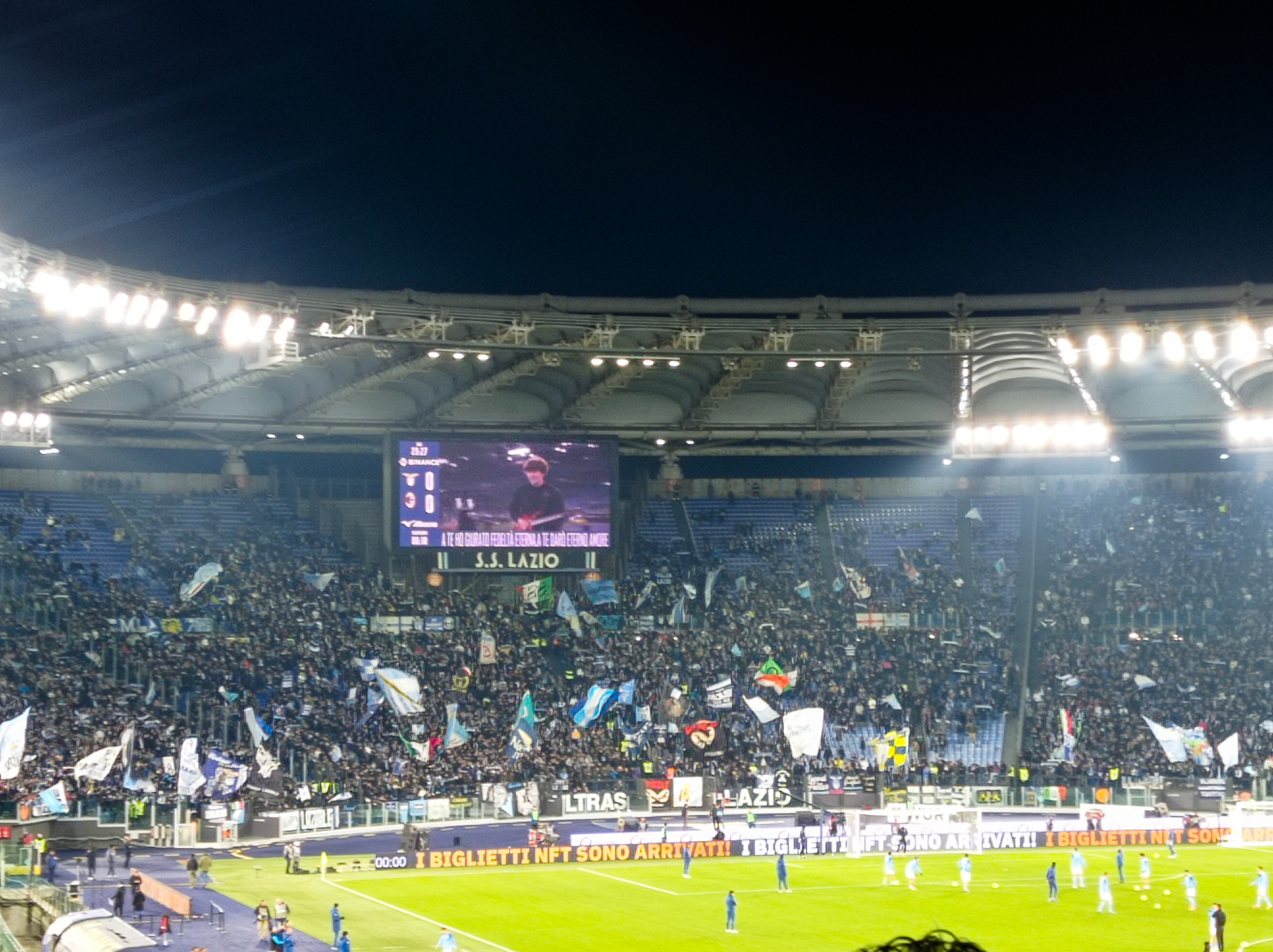
Curva Nord is de tribune van de fanatieke aanhang van Lazio.

De fanatieke aanhang van Lazio, zoals ook andere harde kernen binnen het Italiaanse voetbal, staat bekend om de fascistische sympathieën van een aantal van zijn leden. Extreemrechtse groepen zijn geïntegreerd binnen de fanatieke aanhang of zoeken steun bij de toen historische groep Irriducibili.  Deze Ultras groep ontstond in 1987 en werd na de moord van hun toenmalige leider Fabrizio Piscitelli, ontbonden in 2019. Tijdens wedstrijden van Lazio worden vaak marsliederen uit de periode van het bewind van Mussolini om Lazio 'aan te moedigen' of tegenstanders te intimideren. Een van de leden van de Irriducibili was voormalig Lazio-speler Paolo Di Canio. Voor hij aan zijn actieve voetbalcarrière begon en zelfs tijdens zijn tijd als jeugdspeler bij Lazio, was hij lid van de harde kern van diezelfde club. Hij was de laatste tijd meerdere malen in het nieuws geweest omdat hij tijdens wedstrijden de fascistengroet bracht naar de harde kern waar hij vroeger zelf bij hoorde (toen nog in de eerste stadsderby na zijn terugkeer in Rome en daarna tegen Livorno en Juventus FC). Hiervoor is hij veroordeeld tot een boete van 10.000 euro en een schorsing van één wedstrijd op grond van racisme. Naar de mening van Di Canio onterecht. Tegen het Italiaanse persbureau ANSA verklaarde hij: "Ik ben een fascist en geen racist. Ik groette mijn supporters, die dezelfde ideeën hebben. Het heffen van mijn arm is niet om geweld uit te lokken of iemand te discrimineren." In zijn autobiografie Di Canio doet hij uit de doeken dat hij een groot bewonderaar is van de Italiaanse dictator Benito Mussolini. In het belang van de club had hij inmiddels besloten om de fascistengroet niet meer te brengen, dit om Lazio niet verder in problemen te brengen.

## Erelijst
| Internationaal        |    |                                                                         |
| UEFA Cup Winners' Cup | 1x | 1999 (Laatste editie. Werd na seizoen 1998/99 opgenomen in de UEFA Cup) |
| UEFA Super Cup        | 1x | 1999                                                                    |
| Alpencup              | 1x | 1971                                                                    |
| Nationaal             |    |                                                                         |
| Serie A               | 2x | 1974, 2000                                                              |
| Coppa Italia          | 7x | 1958, 1998, 2000, 2004, 2009, 2013, 2019                                |
| Supercoppa Italiana   | 5x | 1998, 2000, 2009, 2017, 2019                                            |
| Serie B               | 1x | 1969                                                                    |

## Eindklasseringen
- 1946 7e
Serie A
- 1947 10e
Serie A
- 1948 10e
Serie A
- 1949 13e
Serie A
- 1950 4e
Serie A
- 1951 4e
Serie A
- 1952 4e
Serie A
- 1953 10e
Serie A
- 1954 11e
Serie A
- 1955 12e
Serie A
- 1956 3e
Serie A
- 1957 3e
Serie A
- 1958 12e
Serie A
- 1959 11e
Serie A
- 1960 12e
Serie A
- 1961 10e
Serie A
- 1962 4e
Serie B
- 1963 2e
Serie B
- 1964 8e
Serie A
- 1965 14e
Serie A
- 1966 12e
Serie A
- 1967 15e
Serie A
- 1968 11e
Serie B
- 1969 1e
Serie B
- 1970 8e
Serie A
- 1971 15e
Serie A
- 1972 2e
Serie B
- 1973 3e
Serie A
- 1974 1e
Serie A
- 1975 4e
Serie A
- 1976 13e
Serie A
- 1977 5e
Serie A
- 1978 11e
Serie A
- 1979 8e
Serie A
- 1980 16e
Serie A
- 1981 4e
Serie B
- 1982 10e
Serie B
- 1983 2e
Serie B
- 1984 13e
Serie A
- 1985 15e
Serie A
- 1986 12e
Serie B
- 1987 15e
Serie B
- 1988 3e
Serie B
- 1989 10e
Serie A
- 1990 9e
Serie A
- 1991 11e
Serie A
- 1992 10e
Serie A
- 1993 5e
Serie A
- 1994 4e
Serie A
- 1995 2e
Serie A
- 1996 3e
Serie A
- 1997 4e
Serie A
- 1998 7e
Serie A
- 1999 2e
Serie A
- 2000 1e
Serie A
- 2001 3e
Serie A
- 2002 6e
Serie A
- 2003 4e
Serie A
- 2004 6e
Serie A
- 2005 10e
Serie A
- 2006 16e
Serie A
- 2007 3e
Serie A
- 2008 12e
Serie A
- 2009 10e
Serie A
- 2010 12e
Serie A
- 2011 5e
Serie A
- 2012 4e
Serie A
- 2013 7e
Serie A
- 2014 9e
Serie A
- 2015 3e
Serie A
- 2016 8e
Serie A
- 2017 5e
Serie A
- 2018 5e
Serie A
- 2019 8e
Serie A
- 2020 4e
Serie A
- 2021 6e
Serie A
- 2022 5e
Serie A
- 2023 2e
Serie A
- 2024 7e
Serie A
- 2025 7e
Serie A

- Serie A
- Serie B

## Resultaten per seizoen
| Seizoen | Competitie | Niveau | Eindstand | Coppa Italia | Opmerking                                                              |
| ------- | ---------- | ------ | --------- | ------------ | ---------------------------------------------------------------------- |
| 2000/01 | Serie A    | I      | 3         | kwartfinale  | Supercoppa > Internazionale 4-3; Ligatopscorer Hernán Crespo: 26       |
| 2001/02 | Serie A    | I      | 6         | kwartfinale  |                                                                        |
| 2002/03 | Serie A    | I      | 4         | halve finale |                                                                        |
| 2003/04 | Serie A    | I      | 6         |              | < Juventus FC 2-0/2-2                                                  |
| 2004/05 | Serie A    | I      | 13        | 8e finale    |                                                                        |
| 2005/06 | Serie A    | I      | 16        | kwartfinale  | van 6 > 16 i.v.m. Italiaans voetbalschandaal uit 2006                  |
| 2006/07 | Serie A    | I      | 3         | 3e ronde     |                                                                        |
| 2007/08 | Serie A    | I      | 12        | halve finale |                                                                        |
| 2008/09 | Serie A    | I      | 10        |              | < UC Sampdoria 1-1 (6-5 n.s.)                                          |
| 2009/10 | Serie A    | I      | 12        | kwartfinale  | Supercoppa > Internazionale: 2-1                                       |
| 2010/11 | Serie A    | I      | 5         | 8e finale    |                                                                        |
| 2011/12 | Serie A    | I      | 4         | kwartfinale  |                                                                        |
| 2012/13 | Serie A    | I      | 7         |              | < AS Roma: 1-0                                                         |
| 2013/14 | Serie A    | I      | 9         | kwartfinale  | Finalist Supercoppa > Juventus FC: 0-4                                 |
| 2014/15 | Serie A    | I      | 3         | Finale       | < Juventus FC: 1-2 n.v.                                                |
| 2015/16 | Serie A    | I      | 8         | kwartfinale  | Finalist Supercoppa > Juventus FC: 0-2                                 |
| 2016/17 | Serie A    | I      | 5         | Finale       | < Juventus FC: 0-2                                                     |
| 2017/18 | Serie A    | I      | 5         | halve finale | Supercoppa > Juventus FC 3-2; Ligatopscorer ex aequo Ciro Immobile: 29 |
| 2018/19 | Serie A    | I      | 8         |              | < Atalanta Bergamo: 2-0                                                |
| 2019/20 | Serie A    | I      | 4         | kwartfinale  | Supercoppa > Juventus FC 3-1; Ligatopscorer Ciro Immobile: 36          |
| 2020/21 | Serie A    | I      | 6         | kwartfinale  |                                                                        |
| 2021/22 | Serie A    | I      | 5         | kwartfinale  | Ligatopscorer Ciro Immobile: 27                                        |
| 2022/23 | Serie A    | I      | 2         | kwartfinale  |                                                                        |
| 2023/24 | Serie A    | I      | 7         | halve finale | halve finale Supercoppa                                                |
| 2024/25 | Serie A    | I      | 7         | kwartfinale  |                                                                        |
| 2025/26 | Serie A    | I      | .         |              |                                                                        |

## In Europa
Lazio speelt sinds in diverse Europese competities. Hieronder staan de competities en in welke seizoenen de club deelnam. De editie die Lazio heeft gewonnen is dik gedrukt:
- Champions League (8x)

1999/00, 2000/01, 2001/02, 2003/04, 2007/08, 2015/16, 2020/21, 2023/24
- Europa League (11x)

2009/10, 2011/12, 2012/13, 2013/14, 2015/16, 2017/18, 2018/19, 2019/20, 2021/22, 2022/23, 2024/25
- Conference League (1x)

2022/23
- Europacup II (1x)

1998/99
- UEFA Cup (10x)

1973/74, 1975/76, 1977/78, 1993/94, 1994/95, 1995/96, 1996/97, 1997/98, 2002/03, 2004/05
- UEFA Super Cup (1x)

1999
- Intertoto Cup (1x)

2005
- Jaarbeursstedenbeker (1x)

1970/71
- Mitropacup (3x)

1937, 1967, 1970
- Centropa Cup (1x)

1951

## Spelers records
Top-5 meest gespeelde wedstrijden
| Nr. | Land                  | Naam             | Positie      | Periode               | Aantal |
| --- | --------------------- | ---------------- | ------------ | --------------------- | ------ |
| 1.  | Roemenië              | Stefan Radu      | Verdediger   | 2008-2023             | 426    |
| 2.  | Italië                | Giuseppe Favalli | Verdediger   | 1992-2004             | 401    |
| 3.  | Italië                | Giuseppe Wilson† | Verdediger   | 1969-1978 / 1978-1980 | 396    |
| 4.  | Italië                | Paolo Negro      | Verdediger   | 1993-2005             | 378    |
| 5.  | Bosnië en Herzegovina | Senad Lulić      | Middenvelder | 2011-2021             | 371    |

Top-5 Doelpuntenmakers
| Nr. | Land   | Naam               | Periode   | Aantal |
| --- | ------ | ------------------ | --------- | ------ |
| 1.  | Italië | Ciro Immobile      | 2016-2024 | 207    |
| 2.  | Italië | Silvio Piola†      | 1934-1943 | 159    |
| 3.  | Italië | Giuseppe Signori   | 1992-1997 | 127    |
| 4.  | Italië | Giorgio Chinaglia† | 1969-1976 | 124    |
| 5.  | Italië | Bruno Giordano     | 1974-1985 | 116    |

- t/m 18-08-2025

## Bekende (ex-)spelers
- Silvio Proto
- Luis Pedro Cavanda
- Jordan Lukaku
- Gaby Mudingayi
- Bobby Adekanye
- Djavan Anderson
- Jaap Stam
- Stefan de Vrij
- Aron Winter
- Ricardo Kishna
- Wesley Hoedt
- Edson Braafheid
- Demetrio Albertini
- Dino Baggio
- Giuseppe Baldo
- Paolo Di Canio
- Pierluigi Casiraghi
- Giorgio Chinaglia
- Giuseppe Favalli
- Stefano Fiore
- Valerio Fiori
- Simone Inzaghi
- Roberto Mancini
- Luca Marchegiani
- Paolo Negro
- Alessandro Nesta
- Giuseppe Pancaro
- Angelo Peruzzi
- Silvio Piola
- Fabrizio Ravanelli
- Giuseppe Signori
- Massimo Oddo
- Marco Di Vaio
- Christian Vieri
- Lucas Biglia
- Matías Almeyda
- José Chamot
- Hernán Crespo
- Claudio López
- Roberto Sensini
- Diego Simeone
- Juan Pablo Sorín
- Juan Sebastián Verón
- David Rozehnal
- Marcelo Salas
- Michael Laudrup
- Thomas Doll
- Miroslav Klose
- Paul Gascoigne
- Alen Bokšić
- Josip Elez
- Norberto Höfling
- Vladimir Jugović
- Sérgio Conceição
- Fernando Couto
- Siniša Mihajlović
- Dejan Stanković
- Gaizka Mendieta
- Pavel Nedvěd
- Karel Poborský
- Can Bartu
- Paul Okon

## Trainer-coaches
| Naam                | Van  | Tot  | Duels | W | G | V |
| ------------------- | ---- | ---- | ----- | - | - | - |
| Pietro Piselli      | 1929 | 1930 |       |   |   |   |
| Ferenc Molnár       | 1930 | 1931 |       |   |   |   |
| Amilcar Barbuy      | 1931 | 1932 |       |   |   |   |
| Karl Sturmer        | 1932 | 1934 |       |   |   |   |
| Walter Alt          | 1934 | 1936 |       |   |   |   |
| József Viola        | 1936 | 1939 |       |   |   |   |
| Luigi Allemandi     | 1939 | 1939 |       |   |   |   |
| Alfredo Di Franco   | 1939 | 1939 |       |   |   |   |
| Géza Kertész        | 1939 | 1941 |       |   |   |   |
| Ferenc Molnár       | 1941 | 1941 |       |   |   |   |
| Dino Canestri       | 1941 | 1941 |       |   |   |   |
| Alexander Popovich  | 1941 | 1945 |       |   |   |   |
| Tony Cargnelli      | 1945 | 1948 |       |   |   |   |
| Orlando Tognotti    | 1948 | 1949 |       |   |   |   |
| Mario Sperone       | 1949 | 1951 |       |   |   |   |
| Giuseppe Bigogno    | 1951 | 1953 |       |   |   |   |
| Mario Sperone       | 1953 | 1954 |       |   |   |   |
| Federico Allasio    | 1954 | 1955 |       |   |   |   |
| George Raynor       | 1955 | 1955 |       |   |   |   |
| Roberto Copernico   | 1955 | 1955 |       |   |   |   |
| Luigi Ferrero       | 1955 | 1956 |       |   |   |   |
| Roberto Copernico   | 1956 | 1956 |       |   |   |   |
| Luigi Ferrero       | 1956 | 1956 |       |   |   |   |
| Jesse Carver        | 1956 | 1957 |       |   |   |   |
| Milovan Ćirić       | 1957 | 1958 |       |   |   |   |
| Alfredo Monza       | 1958 | 1958 |       |   |   |   |
| Fulvio Bernardini   | 1958 | 1961 |       |   |   |   |
| Enrico Flamini      | 1961 | 1961 |       |   |   |   |
| Jesse Carver        | 1961 | 1961 |       |   |   |   |
| Paolo Todeschini    | 1961 | 1962 |       |   |   |   |
| Alfonso Ricciardi   | 1962 | 1962 |       |   |   |   |
| Carlo Facchini      | 1962 | 1963 |       |   |   |   |
| Juan Carlos Lorenzo | 1963 | 1964 |       |   |   |   |
| Umberto Mannocci    | 1964 | 1967 |       |   |   |   |
| Maino Neri          | 1967 | 1967 |       |   |   |   |
| Renato Gei          | 1967 | 1968 |       |   |   |   |
| Roberto Lovati      | 1968 | 1968 |       |   |   |   |
| Juan Carlos Lorenzo | 1968 | 1971 |       |   |   |   |
| Tommaso Maestrelli  | 1971 | 1975 |       |   |   |   |
| Giulio Corsini      | 1975 | 1976 |       |   |   |   |
| Tommaso Maestrelli  | 1976 | 1976 |       |   |   |   |
| Luís Vinício        | 1976 | 1978 |       |   |   |   |
| Roberto Lovati      | 1978 | 1980 |       |   |   |   |
| Ilario Castagner    | 1980 | 1982 |       |   |   |   |
| Roberto Clagluna    | 1982 | 1983 |       |   |   |   |
| Juan Carlos Morrone | 1983 | 1984 |       |   |   |   |
| Paolo Carosi        | 1984 | 1985 |       |   |   |   |
| Juan Carlos Lorenzo | 1985 | 1985 |       |   |   |   |
| Giancarlo Oddi      | 1985 | 1985 |       |   |   |   |
| Roberto Lovati      | 1985 | 1985 |       |   |   |   |
| Luigi Simoni        | 1985 | 1986 |       |   |   |   |
| Eugenio Fascetti    | 1986 | 1988 |       |   |   |   |
| Giuseppe Materazzi  | 1988 | 1990 |       |   |   |   |
| Dino Zoff           | 1990 | 1994 |       |   |   |   |
| Zdeněk Zeman        | 1994 | 1997 |       |   |   |   |
| Dino Zoff           | 1997 | 1997 |       |   |   |   |
| Sven-Göran Eriksson | 1997 | 2001 |       |   |   |   |
| Dino Zoff           | 2001 | 2001 |       |   |   |   |
| Alberto Zaccheroni  | 2001 | 2002 |       |   |   |   |
| Roberto Mancini     | 2002 | 2004 |       |   |   |   |
| Domenico Caso       | 2004 | 2004 |       |   |   |   |
| Giuseppe Papadopulo | 2004 | 2005 |       |   |   |   |
| Delio Rossi         | 2005 | 2009 |       |   |   |   |
| Davide Ballardini   | 2009 | 2010 |       |   |   |   |
| Edoardo Reja        | 2010 | 2012 |       |   |   |   |
| Vladimir Petković   | 2012 | 2013 |       |   |   |   |
| Edoardo Reja        | 2013 | 2014 |       |   |   |   |
| Stefano Pioli       | 2014 | 2016 |       |   |   |   |
| Simone Inzaghi      | 2016 | 2021 |       |   |   |   |
| Maurizio Sarri      | 2021 | 2024 |       |   |   |   |
| Igor Tudor          | 2024 | --   |       |   |   |   |

## Vrouwen

### In Europa
| Seizoen | Competitie                    | Ronde | Land               | Club                  | Uitslagen |
| ------- | ----------------------------- | ----- | ------------------ | --------------------- | --------- |
| 2002/03 | UEFA Women's Champions League | 1e    | Vlag van Israël    | Maccabi Haifa         | 5-0       |
|         | Toernooi in Rome              | 1e    | Vlag van Frankrijk | Toulouse FC           | 1-1       |
|         |                               | 1e    | Vlag van Hongarije | 1. FC Femina Budapest | 5-2       |